# San Miguel Re'edí
San Miguel Re'edí är en ort i Mexiko.   Den ligger i kommunen Iliatenco och delstaten Guerrero, i den sydöstra delen av landet, 270 km söder om huvudstaden Mexico City. San Miguel Re'edí ligger 1 037 meter över havet och antalet invånare är 122.
Terrängen runt San Miguel Re'edí är huvudsakligen kuperad, men norrut är den bergig. Runt San Miguel Re'edí är det ganska glesbefolkat, med 45 invånare per kvadratkilometer. Närmaste större samhälle är El Rincón, 6,7 km väster om San Miguel Re'edí. I omgivningarna runt San Miguel Re'edí växer huvudsakligen savannskog.